# 昭和女子大学人見記念講堂
1. ホール内観（ステージ側）
2. ホール内観（客席側） 等

昭和女子大学 人見記念講堂（しょうわじょしだいがく ひとみきねんこうどう）は、東京都世田谷区太子堂にある、学校法人昭和女子大学が運営する多目的ホール。

## 概要
人見の名は、昭和女子大学創立者の人見圓吉に拠る。
1980年の開館当初から 東京都内有数の優れた音響のホールとして知られ、カール・ベーム指揮ウィーン・フィルハーモニー管弦楽団をはじめ、クラシック演奏家による過去の公演が愛好家の間で知られている。
その後1986年10月に東京赤坂にサントリーホールが開館したことにより、演奏家が使用する機会が減少したのみならず、ホール自体の稼働率も低下してしまう。
サントリーホール開館後は、新たに国内外のロック／ポップス系のアーティストのコンサート・ライブ会場としても活路を開いた。
当ホールは、昭和女子大学学生向けの「文化研究講座」等にも使用される他、テレビ朝日系の長寿番組『題名のない音楽会』や、日本テレビ系の『深夜の音楽会』といったテレビ番組の公開録画、各種コンクールの会場等の貸ホールとしても利用されている。
人見記念講堂は昭和女子大学キャンパス内にあるため、学校行事でも使われることも多く、昭和女子大学や附属校である付属昭和小学校、附属昭和中学・高等学校の入学式および卒業式や学園祭などで利用することもある。
2020年には老朽化による大規模改修が行われ、2022年3月にリニューアル。同年10月16日には当ホールにおいて「世田谷区制90周年記念式典」が挙行された。